# Glatthorn
Das Glatthorn (veraltet Damülser Horn) in Vorarlberg ist mit 2133 m ü. A. der höchste Berg des Bregenzerwaldgebirges oder ein Berg des Lechquellengebirges. Es liegt westlich oberhalb des Faschinajochs, zwischen Damüls im Norden sowie Fontanella im Großwalsertal im Süden, und bildet gemeinsam mit dem unmittelbar südlich gelegenen Türtschhorn (2096 m) einen markanten Doppelgipfel.

## Zum Namen und der Einordnung
Glatthorn – in Bezug auf die Form der Flanken – ist der heute geführte Name des Bergs. In älterer Literatur und auf älteren Karten findet sich auch Damülser Horn, nach Dieter Seibert, dem Autor des aktuellen Alpenvereinsführers der Region, „ein Kunstwort, das wieder verschwindet, und sich wieder – wie einst – auf den 1929 m hohen Gipfel über Unterdamüls, einem Nebengipfel des Glatthorns im Nordwestgrat ⊙, bezieht.“
Nach Walther Flaig, dem Autor der älteren Alpenvereinsführer (1977), liegt die Grenze zwischen Bregenzerwaldgebirge und Lechquellengebirge, die von Au an der Bregenzer Ach und das Argenbachtal und Damüls in das Großwalsertal und die Lutz wechselt, am Faschinajoch, wie auch in der Alpenvereinseinteilung für das Hüttenverzeichnis (AVE) nach Grassler 1984 angegeben ist. Er führte die Glatthorngruppe am Faschinajoch (Nr. 11) auch als eine der 11 Untergruppen des Bregenzerwaldgebirges. In dieser Form findet sich auch die Glatthorngruppe in der SOIUSA nach Marizzi mit der Nummer 22.I.1.a im Bregenzerwaldgebirge (22.I).
Seibert (2008) gibt die Grenze westlich des Glatthorns, über den Sattel von Oberdamüls und den Ladritschertobel zur Lutz bei Garsella. Dann gehört das Glatthorn zum Zug Glatthorn–Zitterklapfen–Hochkünzel, der die Untergruppe Nr. 1 des Lechquellengebirgs bildet. Diese Grenze geht auf die hydrographische Gliederung nach Hubert Trimmel (1968) zurück – dort ist der ganze Zug mit der Nr. 1119 aber unter der Gruppe Rheintal–Walgau–Bregenzer Wald (1110) einsortiert.

## Erschließung und Besteigung
An der Nordflanke befindet sich das Skigebiet Faschina-Fontanella (heute mit Damüls und Mellau das Skigebiet Faschina–Damüls–Mellau).
Von dort kann man über einen 2005 angelegten Blumen-Lehrpfad den Schluchtensattel erreichen. Ab hier geht es steil und teilweise mit Drahtseilen versichert (T3/SAC) auf den Gipfel. Auch andere Wegvarianten vom Faschinajoch sind markiert. Daneben ist der Zustieg auch von Fontanella und Fatnellaalpe von Süden und von Oberdamüls über das eigentliche Damülser Horn von Norden möglich. In der Westflanke gibt es einen Höhenweg, der oberhalb des Ladritschtobels läuft.

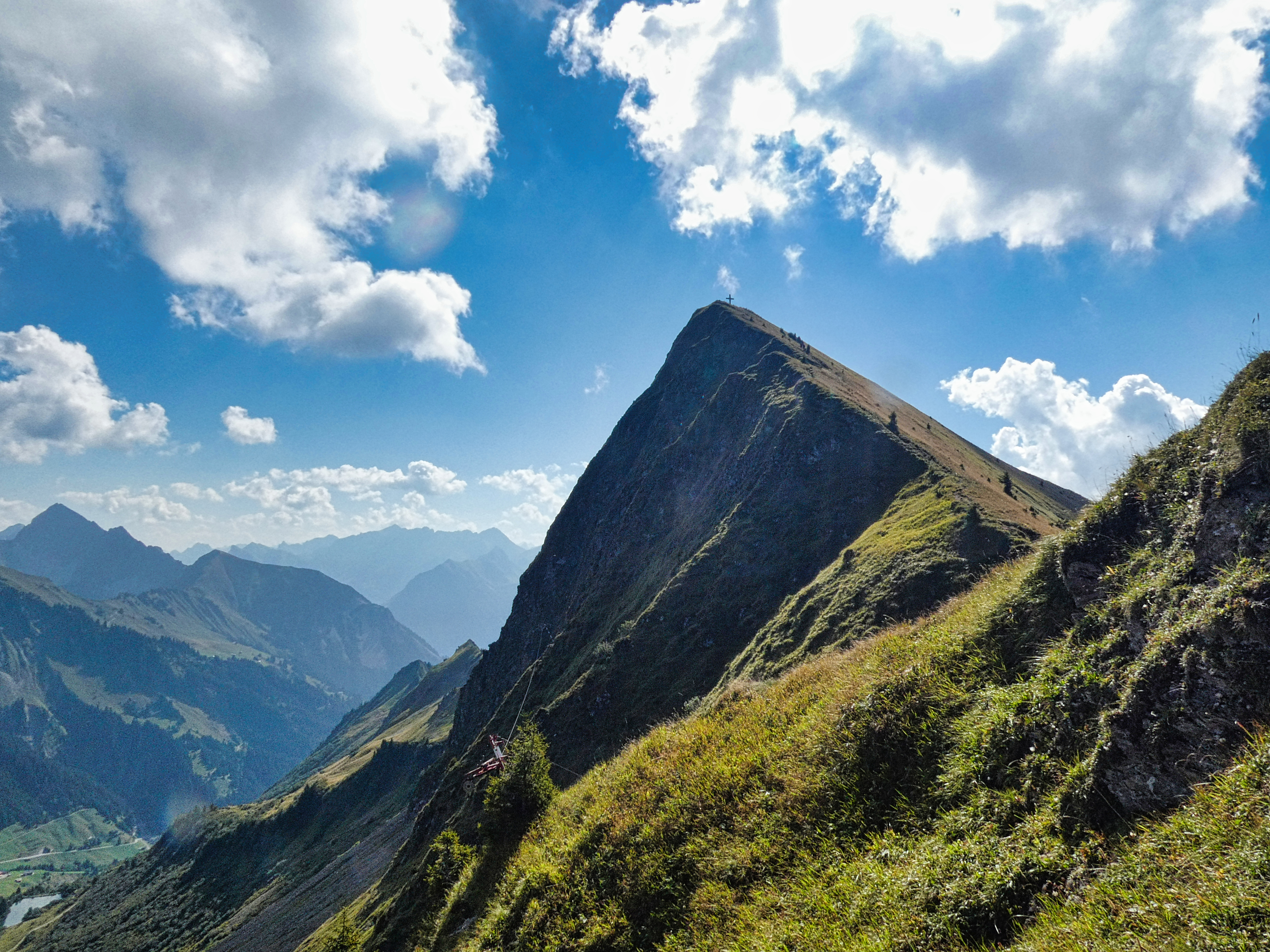
Aufstieg vom Osten
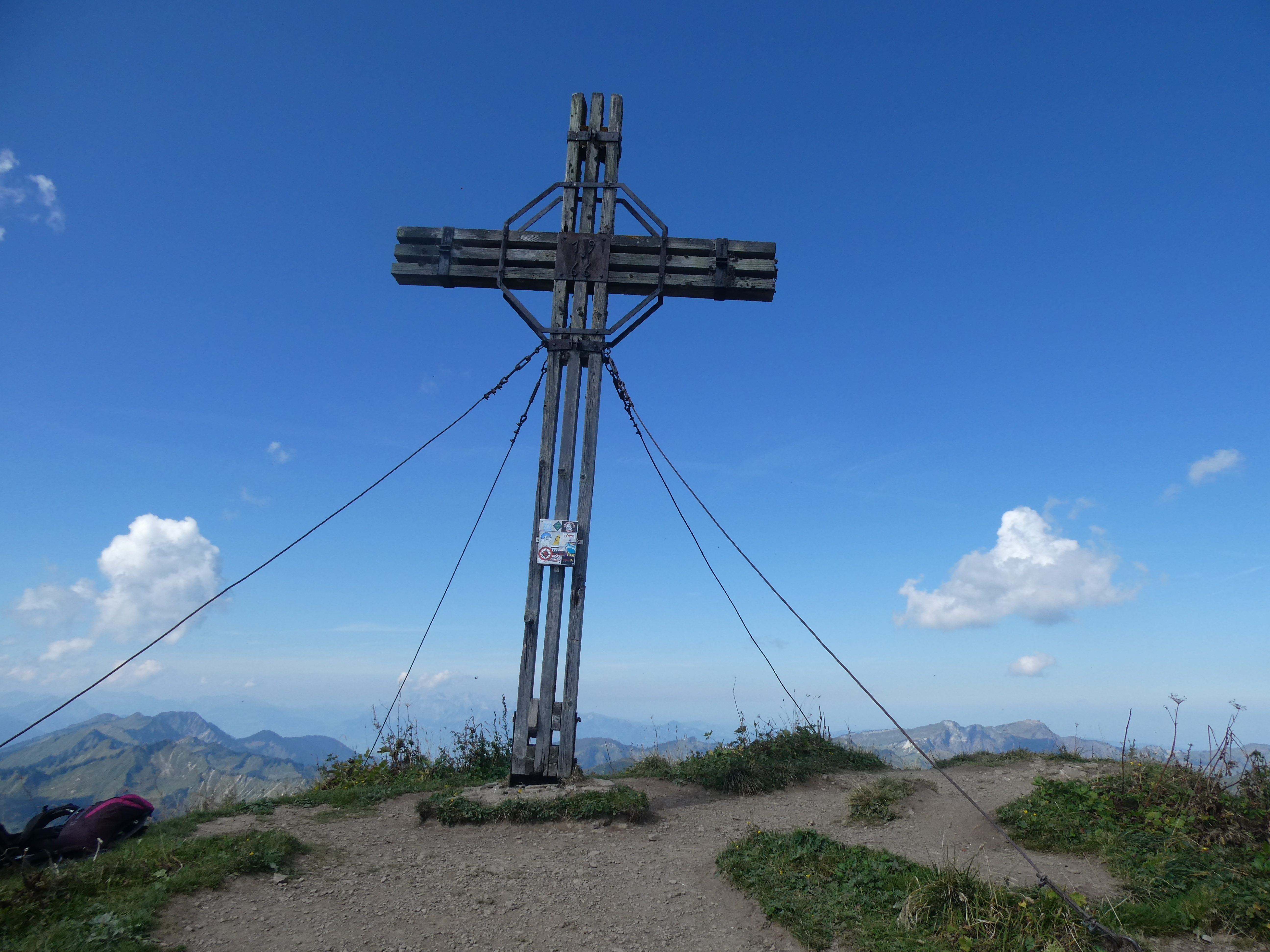
Gipfelkreuz